# Macapta obliqua
Macapta obliqua är en fjärilsart som beskrevs av Jones 1914. Macapta obliqua ingår i släktet Macapta och familjen nattflyn. Inga underarter finns listade i Catalogue of Life.